# Paul Mirerekano
Paul Mirerekano, född 1920 Muramvya, död 19 oktober 1965. Hutu som blev mördad i samband med en massaker, räknas som martyr i Burundi.